# Trachylepis septemtaeniata
Trachylepis septemtaeniata este o specie de șopârle din genul Trachylepis, familia Scincidae, descrisă de Reuss 1834. Conform Catalogue of Life specia Trachylepis septemtaeniata nu are subspecii cunoscute.